# Моя кузина Рейчел (роман)
«Моя кузина Рейчел» (англ. My Cousin Rachel) — роман англійської письменниці Дафни дю Мор'є, виданий 1951 року. Як й більш ранній роман даного автора «Ребекка», цей твір сплітає у собі жанри психологічного трилера та любовного роману. Основним місцем дії є Корнуолл.

## Сюжет
Філіпп Ешлі (головний герой, від особи якого ведеться розповідь), сирота, вихований в маєтку в Корнуоллі кузеном Емброзом. Коли Філіппу було 24 роки, Емброз, який страждав на ревматизм, поїхав на лікування до Італії, де познайомився зі своєю дальньою родичкою кузиною Рейчел, вдовою графа Сангалетті, яка залишилася практично без засобів до існування. Емброз одружився з кузиною, але сімейне щастя тривало недовго, й через рік він помер.
Рейчел приїжджає до маєтку Ешлі. Філіппа охоплюють змішані почуття: він закохується у Рейчел, але йому не дає спокою думка, що кузен помер за дуже підозрілих обставин. Захоплення Філіппа спонукає його шукати виправдання для Рейчел в тому, що сталося. Авторка надає читачу право самому вирішувати — чи винна Рейчел, чи Філіпп помиляється. Коли Філіппу виповнюється 25 років (за заповітом Емброза з цього моменту він може розпоряджатися майном), він передає маєток та статки кузині Рейчел. У їхніх стосунках настає різке охолодження з боку Рейчел, потім у Філіппа починається хвороба, дуже схожа на ту, від якої помер Емброз. В кінці роману Філіпп навмисне не попереджає Рейчел, що не можна заходити на незакріплений міст у саду, вона падає та отримує смертельні травми. Рейчел помирає на руках у Філіппа, але не впізнає його й називає Емброзом.

## Переклади українською
- Дафна дю Мор'є. Моя кузина Рейчел / пер. з анг. Максим Ларченко. — Харків : Книжковий клуб «Клуб сімейного дозвілля», 2017. — 352 с. — ISBN 978-617-12-4291-3.

## Екранізації
- 1952 — «Моя кузина Рейчел», американський фільм, реж. Генрі Костер, у головних ролях Олівія де Гевіленд і Річард Бертон[1].
- 1983 — «Моя кузина Рейчел», британский мінісеріал виробництва BBC, у головних ролях Джеральдіна Чаплін і Крістофер Гард.
- 2017 — «Моя кузина Рейчел», британсько-американський фільм, реж. Роджер Мічелл, у головних ролях Рейчел Вайс і Сем Клафлін[2].